# Pizsma (Vjatka)
A Pizsma (oroszul: Пижма) folyó Oroszország európai részén, a Nyizsnyij Novgorod-i- és a Kirovi területen; a Vjatka jobb oldali mellékfolyója.

## Földrajz
Hossza: 305 km, vízgyűjtő területe: 14 660 km², évi közepes vízhozama: 90 m³/s.
Sík vidéken kanyargó, lassú sodrású folyó. A Nyizsnyij Novgorod-i terület északkeleti peremén, a Tonsajevói járásban ered. Ott észak felé halad, majd keletre, délkeletre fordul és Szovjetszk alatt torkollik a Vjatkába. 
November közepén befagy, április második felében szabadul fel a jég alól.
Két jelentősebb jobb oldali mellékfolyója a Jarany (151 km) és a Nyemda (162 km), mindkettő a Kirovi területen ömlik a folyóba.
Felső szakaszának jelentősebb települése Tonsajevo falu, járási székhely; a torkolatnál pedig Szovjetszk város, szintén az azonos nevű járás székhelye.